# Дизуніти
Дизуніти (пол. Dyzunici, досл. «неуніти», тобто «ті, хто не прийняв унію») — термін, що застосовувався в Речі Посполитої на окреслення вірників, що сповідували православ'я, й духовенства, яке не прийняло умови Берестейської унії (1596). Релігійні дисиденти-дизуніти оголошувалися поза законом. Такий стан частини населення й переслідування призводили до конфліктів між греко-католиками і православними. Після підписання Вічного миру (1686) між Річчю Посполитою і Московською державою, Київська митрополія увійшла в юрисдикцію Московського патріархату (Російської православної церкви). Дизуніти, що залишилися в Речі Посполитій, використовувалися як привід для втручання Російської імперії у внутрішню політику цієї країни (див. дисидентське питання).